# Покровское (Покровский сельсовет)
Покровское — деревня в Грязовецком районе Вологодской области.
Входит в состав Юровского муниципального образования, с точки зрения административно-территориального деления — в Покровский сельсовет.
Расстояние до районного центра Грязовца по автодороге — 21,5 км, до центра муниципального образования Юрово по прямой — 17 км. Ближайшие населённые пункты — Васюково, Брагино, Костино.
По переписи 2002 года население — 46 человек (23 мужчины, 23 женщины). Преобладающая национальность — русские (98 %).